# Sandgrube am Weilersberg
Koordinaten: 49° 59′ 35″ N, 8° 5′ 46″ O

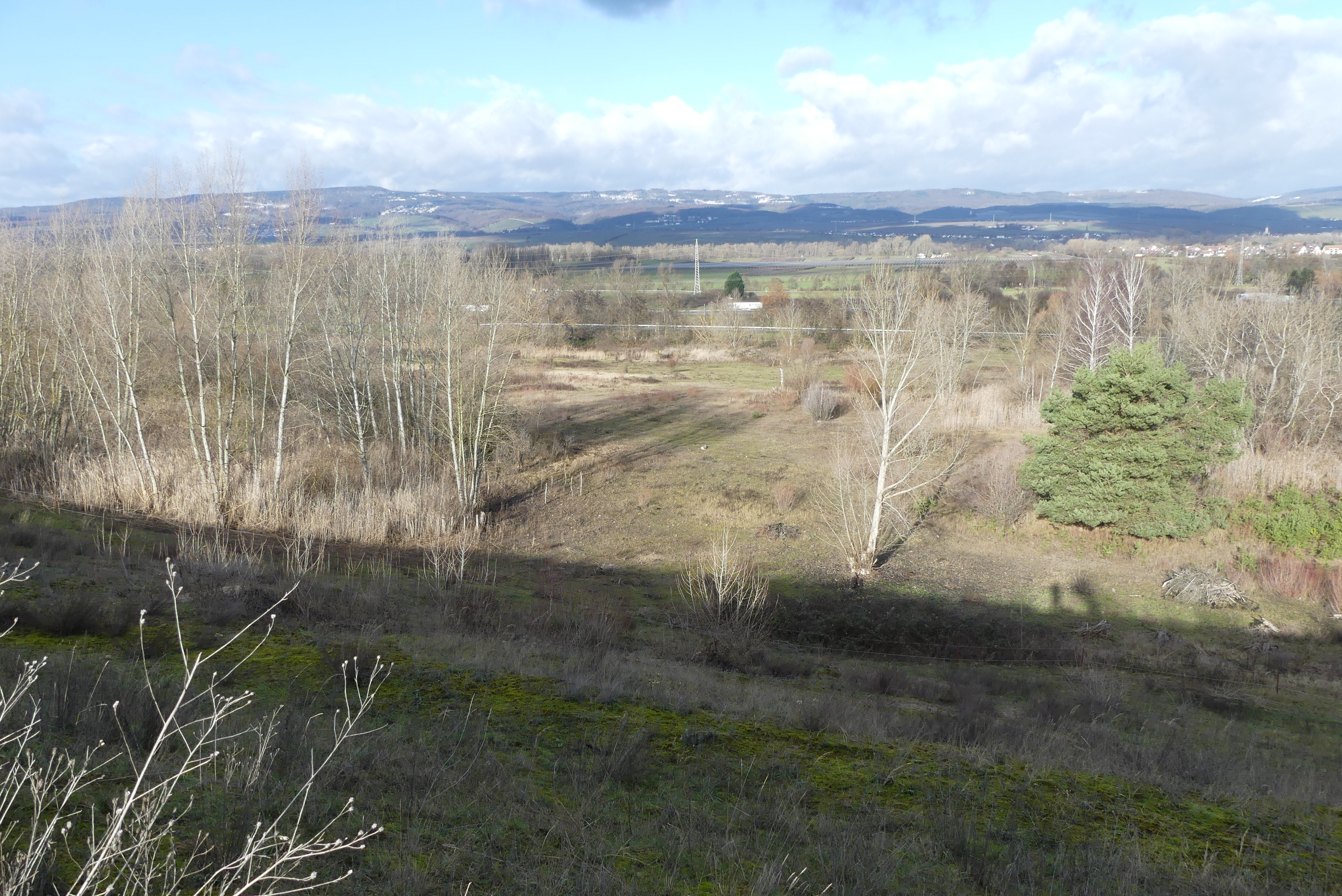
NSG Sandgrube am Weilersberg (Januar 2021). Blick von Südosten. Im Vordergrund der trockene Kalkflugsandhang, im Hintergrund das Rheingau-Gebirge.

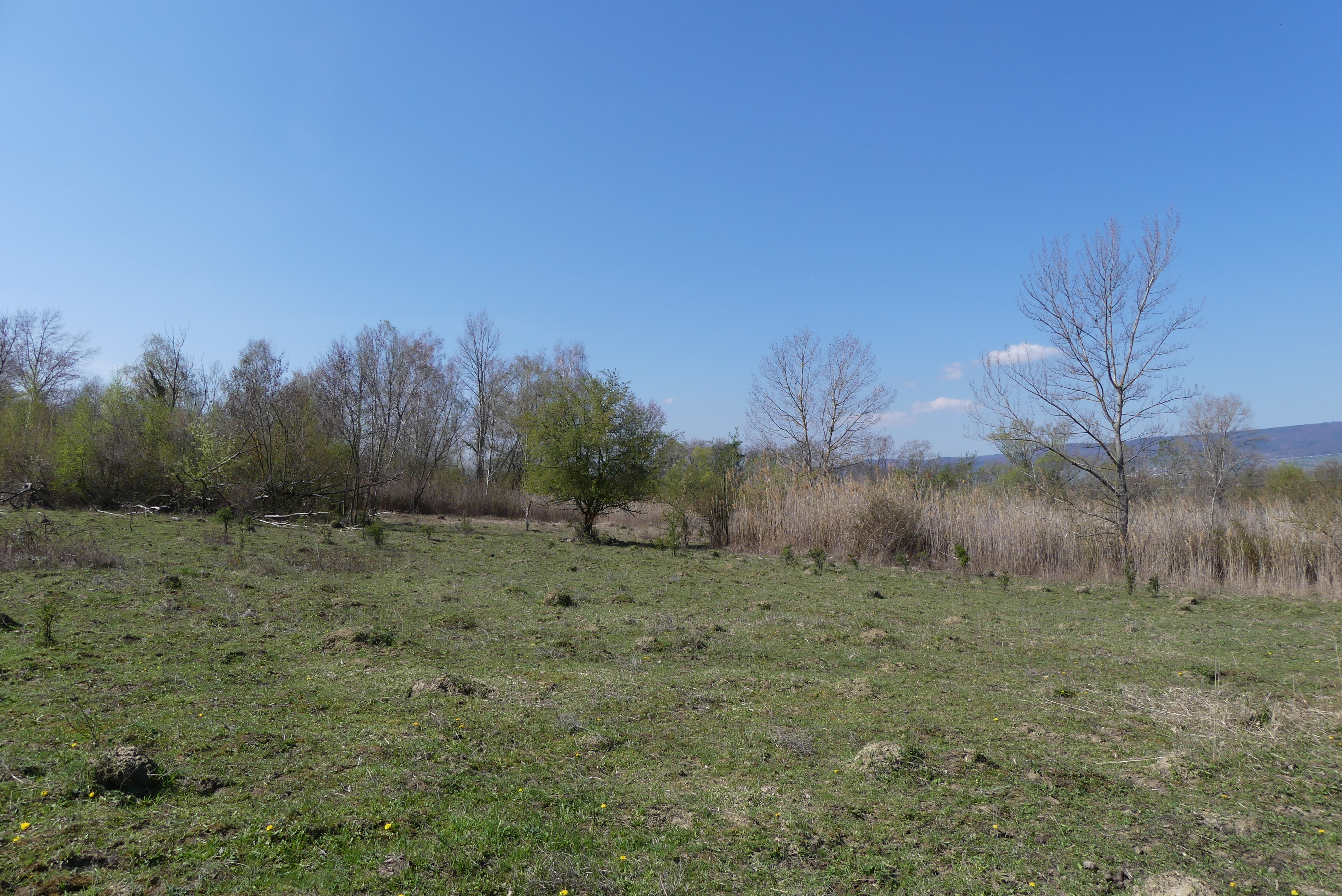
Feuchte Bereiche des NSG Sandgrube am Weilersberg (April 2019)

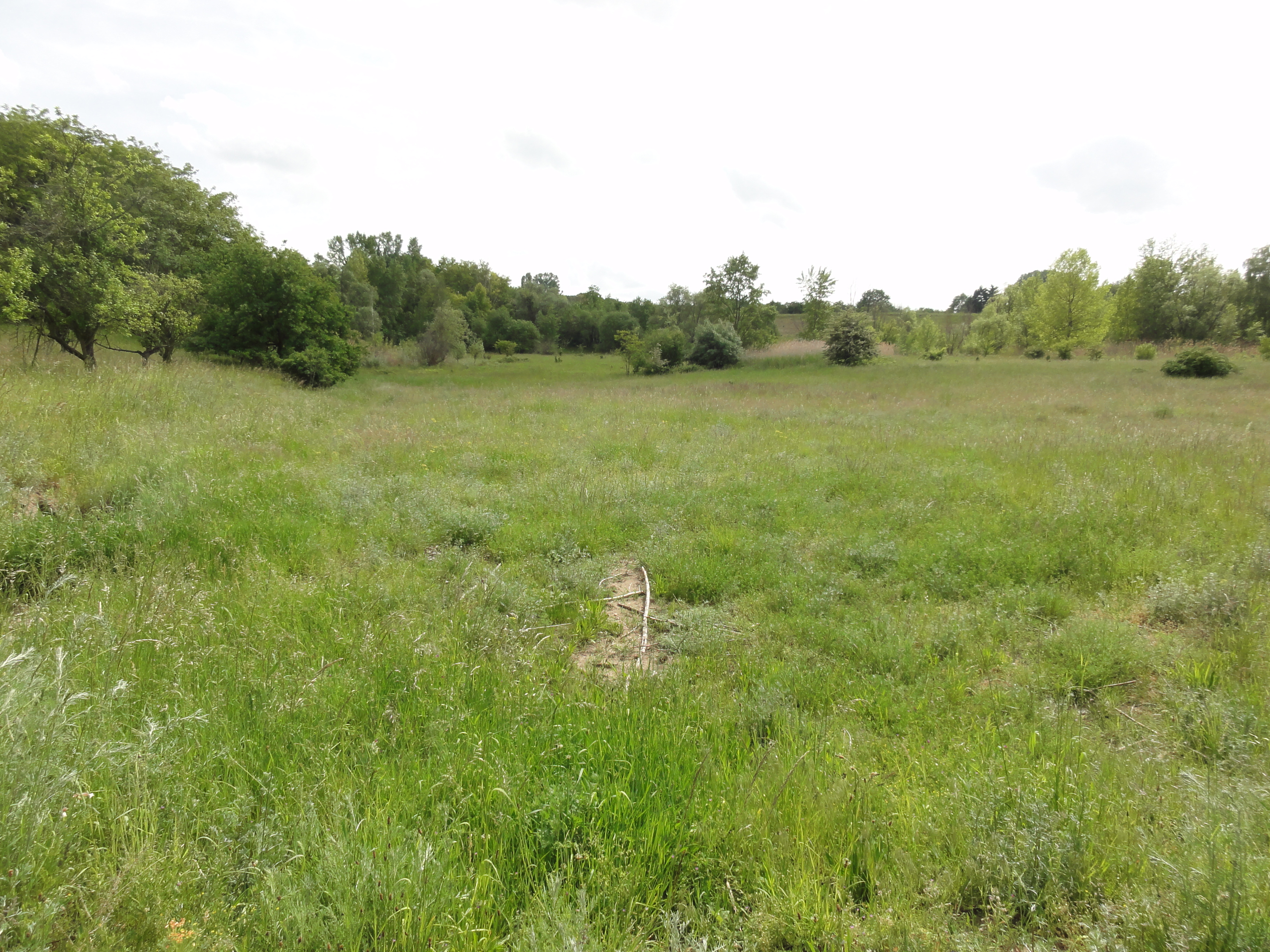
Naturschutzgebiet Sandgrube am Weilersberg (Mai 2016)

Das Naturschutzgebiet  Sandgrube am Weilersberg liegt im Landkreis Mainz-Bingen in Rheinland-Pfalz. Das etwa 9,5 ha große Gebiet, das im Jahr 1986 unter Naturschutz gestellt wurde, erstreckt sich westlich der Ortsgemeinde Heidesheim am Rhein direkt an der nördlich verlaufenden L 422. Die A 60 verläuft etwas weiter entfernt nördlich.
Bei dem Gebiet handelt es sich um eine aufgelassene Sandgrube und angrenzende Flächen mit feuchten, wechselfeuchten und trockenen Bereichen. Der Kalkflugsand wurde in den 1970er Jahren zum Bau der A 60 für die Aufschüttung der Trasse bis auf den Mergelgrund abgebaut. Der nur wenig wasserdurchlässige Mergel begünstigt die Bildung von Feuchtbiotopen, während im Süden der Kalkflugsand als Hang erhalten blieb. Das kleine Naturschutzgebiet mit seiner einzigartigen Flora und Fauna gehört zum überregional bedeutenden FFH-Gebiet Kalkflugsandgebiet zwischen Mainz und Ingelheim und ist somit Teil des europäischen Natura-2000-Netzes.

## Lebensräume
Vielfältige, hochwertige Lebensräume auf engstem Raum machen dieses Gebiet so wertvoll: Feuchtbiotope mit Quellbereichen, Röhrichtbestände mit Weidenauengebüsch, Sand- und Steppenrasen im Flugsandbereich.

## Pflegemaßnahmen

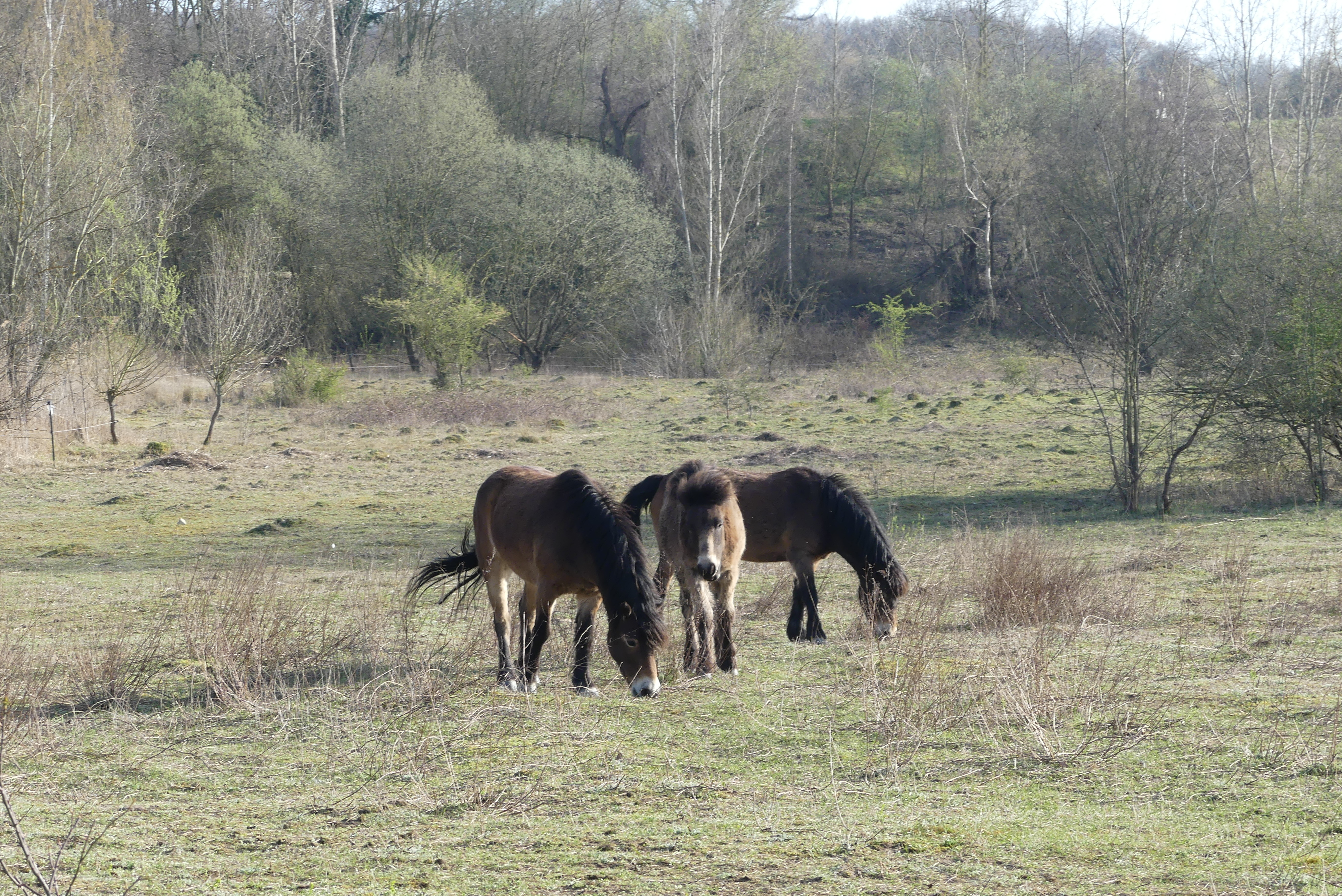
Exmoorponys halten das Areal des NSG offen und drängen die Verbuschung zurück. (Winterhalbjahr 2019/20)

Um die hochwertigen Lebensräume, die bedrohten Tier- und Pflanzenarten zu erhalten sind gezielte Maßnahmen erforderlich: Rücknahme der Verbuschung, Offenhalten der Sandrasen, Bekämpfung invasiver Arten. Dies erfolgt durch temporäre Beweidung mit Schafen, Exmoor-Ponys oder Eseln. Ergänzt wird die Beweidung durch jährliche Pflegemaßnahmen im Winterhalbjahr.

## Flora
Besonders geschützte Arten im NSG:
- Badener Rispengras (Poa badensis), Poaceae, stark gefährdet (Rote Liste 2), im RLP nur zwischen Mainz und Ingelheim.
- Berg-Haarstrang (Peucedanum oreoselinum), Apiaceae, gefährdet (Vorwarnliste)
- Echtes Federgras (Stipa pennata), Poaceae, gefährdet (Rote Liste 3)
- Echtes Tausendgüldenkraut (Centaurium erythraea), Gentianaceae, besonders geschützt
- Feld-Beifuß (Artemisia campestris), Asteraceae
- Feld-Mannstreu (Eryngium campestre), Apiaceae, gefährdet, besonders geschützt (Vorwarnliste)
- Gold-Distel (Carlina vulgaris), Asteraceae
- Haar-Pfriemengras (Stipa capillata), Poaceae, gefährdet (Rote Liste 3)
- Kegelfrüchtiges Leimkraut (Silene conica), Caryophyllaceae, gefährdet (Rote Liste 3)
- Ohrlöffel-Leimkraut (Silene otites), Caryophyllaceae, gefährdet (Rote Liste 3)
- Sand-Lieschgras (Phleum arenarium), Poaceae, gefährdet (Rote Liste 3)
- Sand-Steinkraut (Alyssum montanum ssp. gmelinii), Brassicaceae, stark gefährdet (Rote Liste 2)
- Sand-Strohblume (Helichrysum arenarium), Asteraceae, besonders geschützt (Rote Liste 3)
- Silbergras (Corynephorus canescens), Poaceae, in RLP stark gefährdet
- Spargelbohne, (Tetragonolobus maritimus), Fabaceae, gefährdet (Rote Liste 3)
- Moose: Eine Studie von 2008 bis 2010 ergab 74 Moosarten mit unterschiedlichen ökologischen Ansprüchen: Arten der Trockenbereiche, der wechselfeuchten, sowie der feuchten Gebiete. Darunter sind sehr seltene Moosarten.[2]

## Fauna
- Avifauna: Neuntöter (Lanius collurio) brüten regelmäßig im NSG. Weitere wertgebende Vogelarten sind u. a. Grünspecht (Picus viridis), Turteltaube (Streptopelia turtur), Nachtigall (Luscinia megarhynchos) und Wiedehopf (Upupa epops).
- Insektenfauna: Bisher sind in dem Gebiet nur die Laufkäferarten in einer Studie von 2017 dokumentiert. 51 Laufkäferarten, 17 davon stehen auf der Roten Liste Deutschlands bzw. von RLP.[3]

## Pilze
2016 bis 2019 wurden in einer Studie 206 Pilzarten dokumentiert, Großpilze, phytoparasitische Pilze und dungbewohnende Pilzarten. 13 Arten davon stehen auf den Roten Listen Deutschlands oder von Rheinland-Pfalz.